# Congregação das Irmãzinhas da Imaculada Conceição
A Congregação das Irmãzinhas da Imaculada Conceição é uma congregação religiosa católica fundada por Santa Paulina do Coração Agonizante de Jesus, religiosa ítalo-brasileira, em 12 de julho de 1890.

## História

### Santa Paulina

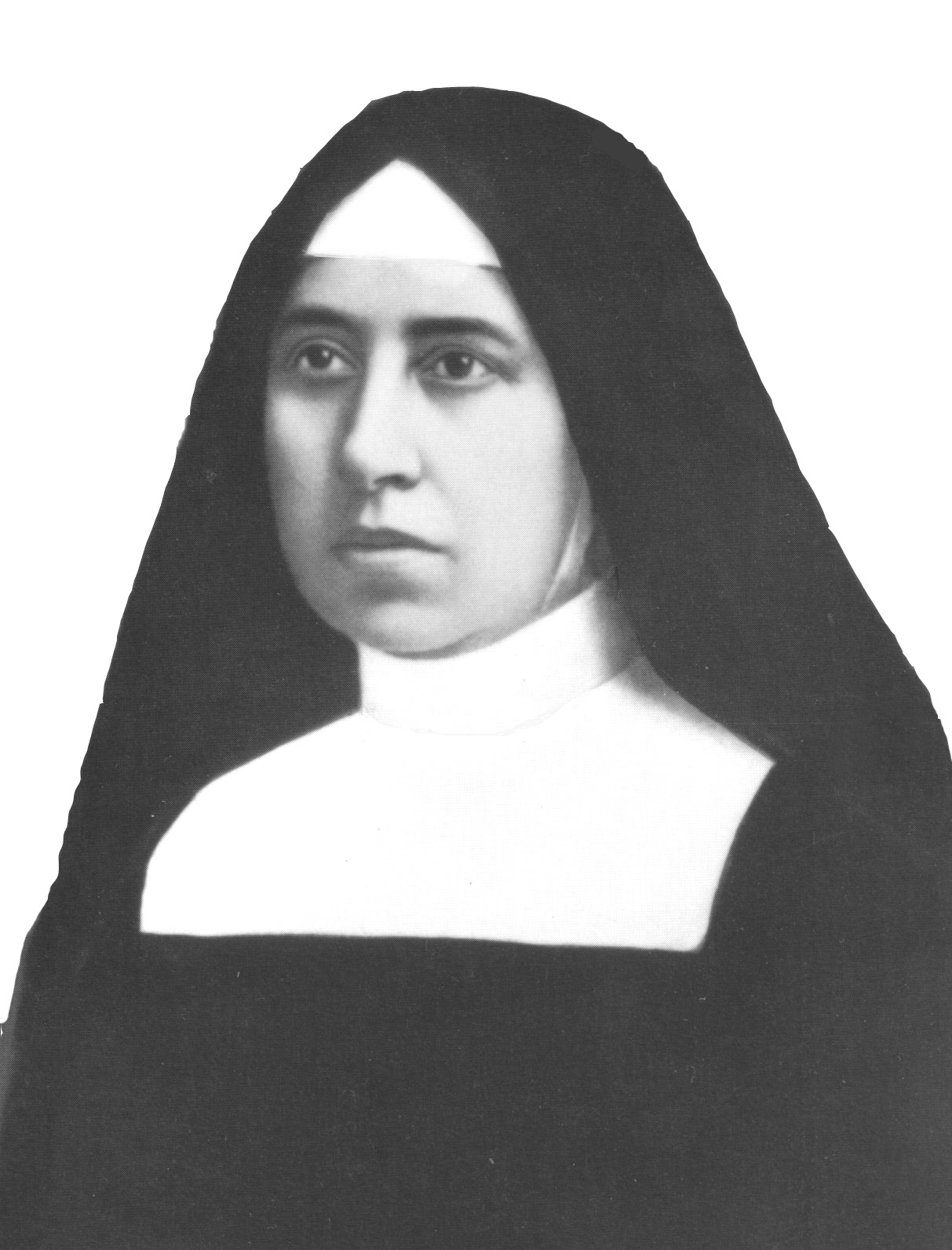
Santa Paulina

Amábile Lúcia Visinteiner (nome de nascimento de Santa Paulina) nasceu na comuna italiana Vigolo Vattaro, em Trentino-Alto Ádige, região norte da Itália em 1865 e emigrou para o Brasil em 1875, estabelecendo-se mais tarde na cidade de Nova Trento, em Santa Catarina.

### Fundação
No dia 12 de julho de 1890, na cidade de Nova Trento, estado de Santa Catarina. Amábile Lúcia Visintainer e Virgínia Rosa Nicolodi se mudaram para um casebre para se dedicarem ao cuidado da doente em fase terminal Ângela Lúcia Viviani. Após a morte da enferma, Amábile e Virgínia continuaram com sua missão cristã. Mais tarde, Teresa Anna Maule se junta a elas.
Após receber a doação de um terreno e uma casa, o trio se muda para o centro de Nova Trento em 1894. Santa Paulina é eleita superiora geral para um mandato vitalício pelas irmãs em 1903. A congregação cresce nos estados de Santa Catarina e São Paulo e em 1909 as irmãs assumem missões na educação, catequese e cuidados a doentes, pessoas idosas e crianças órfãs. Nesse mesmo ano Santa Paulina é deposta do cargo de Superiora Geral e enviada para Bragança Paulista para cuidar de doentes e asilados.
Depois de nove anos nesta função, Amábile passa a viver na Sede Geral da Congregação em São Paulo. Em 1933 o Papa Pio XI confere o Decreto de Louvor à congregação. Santa Paulina morre em 9 de julho de 1942, aos 76 anos. Em 1947 o Papa Pio XII concede a aprovação definitiva da congregação.

## Organização
A congregação é organizada em comunidades formadas por, no mínimo, três irmãs. A sede geral está localizada em São Paulo, possui províncias nas cidades de Itajaí, Belo Horizonte e Cuiabá, além de uma sede regional em Manágua, na Nicarágua.

Seu carisma se baseia nos objetivos da fundadora:
"Sensibilidade para perceber os clamores da realidade e disponibilidade para servir aos mais necessitados e aos que estão em situação de maior injustiça."

## Atuação
As Irmãzinhas atuam em diferentes áreas, como educação, geriatria, saúde, social e outras. Atualmente, a Congregação está presente em 3 continentes e 12 países: Argentina, Bolívia, Brasil, Camarões, Chade, Chile, El Salvador, Guatemala, Itália, Moçambique, Nicarágua e Peru.

### Rede Santa Paulina

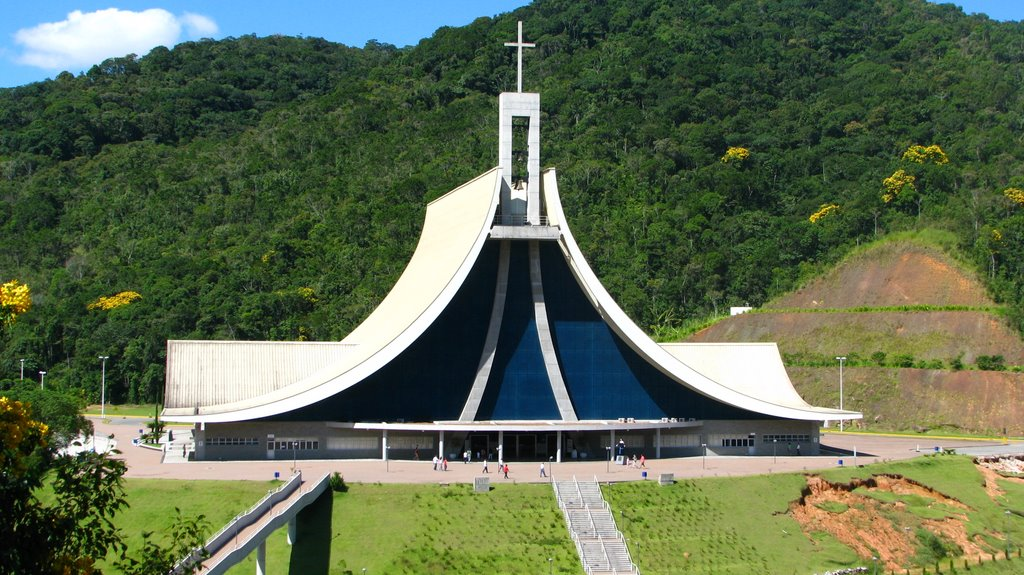
Santuário Santa Paulina em Nova Trento

Através da Rede Santa Paulina, a Congregação possui 17 unidades de atuação em todo o Brasil, além do Santuário Santa Paulina, são elas:

#### Educação
- Colégio São José (Itajaí, Santa Catarina)
- Educandário Imaculada Conceição (Florianópolis, Santa Catarina)
- Escola Fátima (Sapucaia do Sul, Rio Grande do Sul)
- Escola Medianeira (Santa Maria, Rio Grande do Sul)
- Colégio Regina Mundi (São Paulo, São Paulo)

#### Hospitalidade
- Eventos e Hospedagem Sagrada Família (São Paulo, São Paulo)
- Eventos e Hospedagem São José (Sorocaba, São Paulo)
- CEIC Pousada e Eventos (Nova Trento, Santa Catarina)
- Hotel do Santuário (Nova Trento, Santa Catarina)

#### Centros de Terapia
- Centro de Terapias Naturais Fonte de Vida (Nova Trento, Santa Catarina)
- Centro de Vida Madre Clarice (Igarapé, Minas Gerais)

#### Assistência Social
- Educandário Sagrada Família (São Paulo, São Paulo)
- Casa da Sagrada Família (Campos do Jordão, São Paulo)
- Lar São Roque (Diamantino, Mato Grosso)
- Lar dos Velinhos (Maringá, Paraná)
- Centro de Assistência Social Tecendo a Vida (Belo Horizonte, Minas Gerais)
- Casa do Acolhimento Santa Paulina (Itajaí, Santa Catarina)

## Memorial Santa Paulina

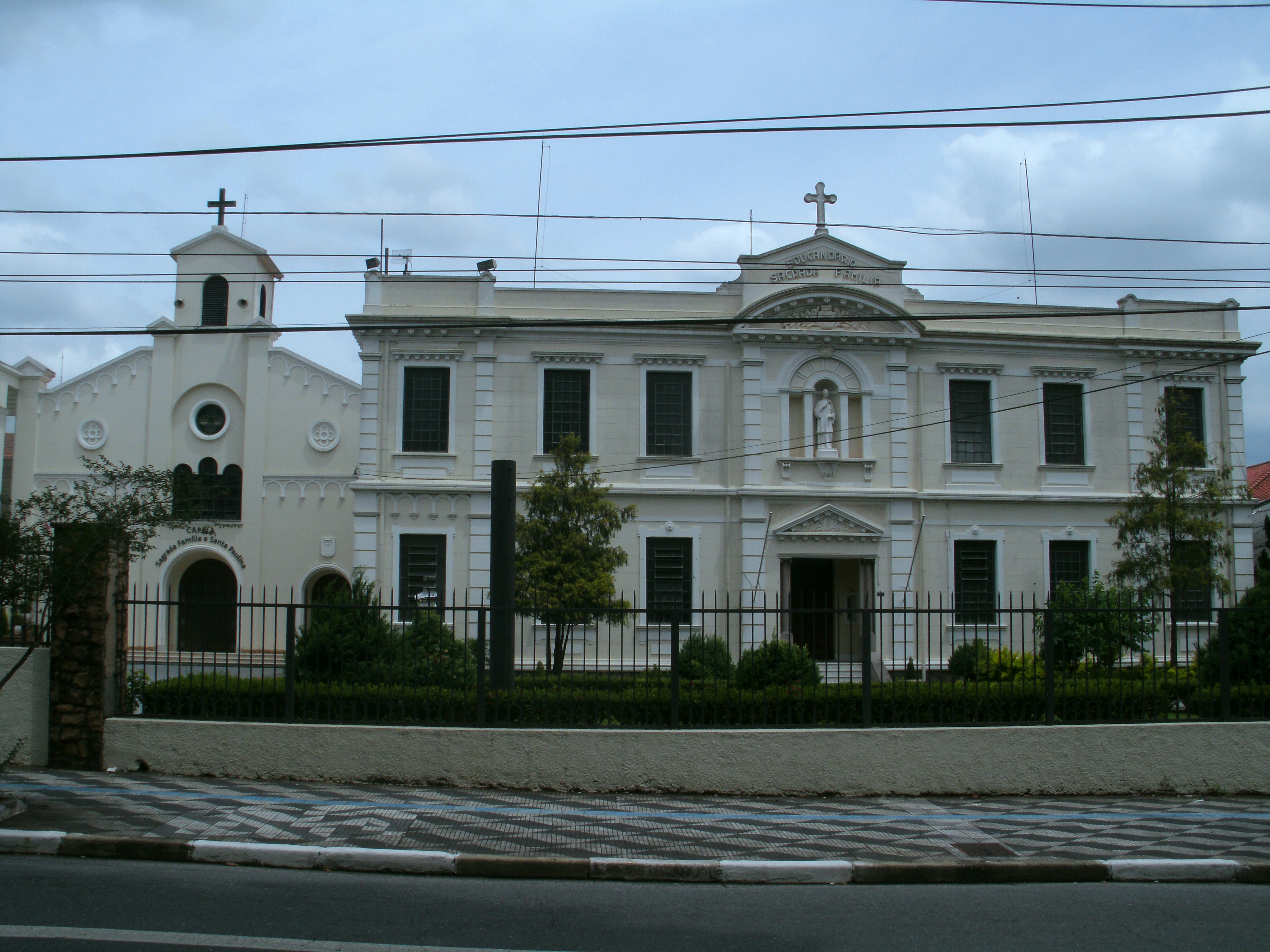
Memorial Santa Paulina em São Paulo.

Foi inaugurado em 16 de dezembro de 2005, na Sede Geral da Congregação, o Memorial Santa Paulina. O local possibilita aos visitantes conhecer a trajetória de Santa Paulina e conta com objetos de uso pessoal da santa. Além disso, mostra as atividades missionárias da Congregação durante os anos de existência. Junto ao memorial, está localizada a capela Sagrada Família e Santa Paulina, onde estão depositados os restos mortais de Amábile.